# Евдокимовский (Иркутская область)
Евдоки́мовский — посёлок в Тулунском районе Иркутской области России. Входит в состав Евдокимовского муниципального образования.

## География
Посёлок находится на расстоянии примерно 37 км к югу от города Тулун, административного центра района.

## Население
| 2002 | 2010 | 2011 | 2012 |
| ---- | ---- | ---- | ---- |
| 553  | ↘485 | ↘484 | ↘483 |

### Национальный состав
По данным Всероссийской переписи, в 2010 году в посёлке проживало 485 человек (232 мужчины и 253 женщины).